# Giacomo Abbruzzese
Giacomo Abbruzzese (* 1983 in Tarent, Apulien) ist ein italienischer Filmregisseur und Drehbuchautor.

## Leben und Karriere
Der in Süditalien geborene Giacomo Abbruzzese wuchs bis zum 18. Lebensjahr in seiner Geburtsstadt Tarent auf. Danach studierte er Film-, Fernseh- und Multimedia-Produktion an der Universität Bologna. Das Studium schloss er 2008 mit dem Master ab. Danach war Abbruzzese von 2008 bis 2009 als künstlerischer Leiter des palästinensischen Fernsehsenders AQTV tätig. Gleichzeitig lehrte er Drehbuchschreiben und Filmschnitt an der Filmabteilung der Hochschule Dar Al-Kalima in Betlehem. Im Jahr 2011 erhielt er ein postgraduales Diplom der französischen Filmhochschule Le Fresnoy. Ein Jahr später wurde er in das Nachwuchsförderprogramm Berlinale Talents der Internationalen Filmfestspiele Berlin 2012 eingeladen.
Abbruzzese arbeitet als Filmemacher sowohl in Frankreich, als auch in Italien. Ab Ende der 2000er-Jahre trat er als Regisseur von preisgekrönten Kurzfilmen in Erscheinung. Sein 24-minütiger Streifen Archipel (2010) über einen palästinensischen Restaurant-Mitarbeiter, der regelmäßig illegal für seinen Job nach Israel einreist, wurde beim Torino Film Festival zweifach prämiert. Das 22-minütige Werk Fireworks (2011) erzählt von einer Gruppe internationaler Ökologen, die planen, an Silvester das größte Stahlwerk Europas in die Luft zu sprengen. Dieser Film brachte Abbruzzese eine lobende Erwähnung bei der Vergabe des italienischen Filmpreises Nastro d’Argento ein. Im Jahr 2014 wurden sein Dokumentarfilm This Is the Way über eine ungewöhnliche Patch-Work-Familie aus Holland und sein mittellanger Spielfilm Stella Maris über religiöse Feierlichkeiten in einer italienischen Mittelmeer-Kleinstadt veröffentlicht. Für letztgenanntes Werk erhielt Abbruzzese Einladungen in die Wettbewerbe des Tallinn Black Nights Film Festivals (2014) und des Angers European First Film Festivals (2015). Nach den Dokumentarfilmen Fame (2017, Co-Regie mit Angelo Milano), über eines der weltgrößten Streetart-Festivals, und America (2020, César-Nominierung 2022) widmete er sich mit dem in Tarent gedrehten 31-minütigen Streifen Die Heiligen (2021) wieder einem mittellangen Spielfilm. Die Regiearbeit handelt über einen lokal bekannten Junkie, der von seiner Schwester unterstützt wird.
Im Jahr 2023 erhielt Abbruzzese für sein Spielfilmdebüt Disco Boy mit Franz Rogowski in einer der Hauptrollen eine Einladung in den Wettbewerb um den Goldenen Bären, den Hauptpreis der Filmfestspiele Berlin.

## Filmografie
- 2007: Passing (Kurzfilm)
- 2010: Archipel (Kurzfilm)
- 2011: Fireworks (Kurzfilm)
- 2014: This Is the Way (Kurzfilm)
- 2014: Stella Maris (Kurzfilm)
- 2017: Fame (Dokumentarfilm, Co-Regie mit Angelo Milano)
- 2020: America (Dokumentarfilm)
- 2021: Die Heiligen (I santi, Kurzfilm)
- 2023: Disco Boy

## Auszeichnungen
- 2010: Torino Film Festival – Bester italienischer Kurzfilm, Avanti-Preis (Archipel)
- 2012: Nastro d’Argento – Lobende Erwähnung (Fireworks)
- 2014: Pancevo Film Festival – Bester Dokumentarfilm (This Is the Way)
- 2015: Internacionalni festival filma Kustendorf – Goldenes Ei (Stella Maris)
- 2017: Biografilm Festival – Publikumspreis (Fame)